# Александровское сельское поселение (Азовский немецкий национальный район)
Александровское се́льское поселе́ние — муниципальное образование в Азовский немецкий национальном районе Омской области Российской Федерации.
Административный центр — село Александровка.

## История
В 1925 году был образован Александровский сельский совет Сосновского района после ликвидации Александровской волости.
На 1926 год в состав сельского совета входил только один населённый пункт — село Александровка.
В 1929 году сельский совет переводится из Сосновского в Новоомский район.
В 1933 году к сельскому совету была присоединена часть Трубецкого сельского совета.
В 1931 году сельский совет переводится из Новоомского в Борисовский (с 1933 Шербакульский) район.
В 1935 году сельский совет переводится из Шербакульского в Азовский район.
В 1957 году к сельскому совету был присоединён Руслановский сельский совет.
В 1962 году сельский совет переводится из Азовского в Таврический район.
В 1964 году сельский совет переводится из Таврического в Шербакульский район.
В 1992 году сельский совет переводится из Шербакульского в образованный Азовский немецкий национальный район. Сельский совет преобразован в сельскую администрацию.
Статус и границы сельского поселения установлены Законом Омской области от 30 июля 2004 года № 548-ОЗ «О границах и статусе муниципальных образований Омской области».

## Население
| 2010  | 2011  | 2012  | 2013  | 2014  | 2015  | 2016  |
| ----- | ----- | ----- | ----- | ----- | ----- | ----- |
| 2177  | ↗2180 | ↗2190 | ↗2226 | ↗2276 | ↘2256 | ↘2250 |
| 2017  | 2018  | 2019  | 2020  | 2021  | 2023  |       |
| ↘2218 | ↘2193 | ↗2208 | ↗2213 | ↘1952 | ↘1945 |       |

## Состав сельского поселения
| № | Населённый пункт | Тип населённого пункта       | Население |
| - | ---------------- | ---------------------------- | --------- |
| 1 | Александровка    | село, административный центр | ↘1284     |
| 2 | Барсуковка       | деревня                      | ↘52       |
| 3 | Руслановка       | деревня                      | ↘115      |
| 4 | Трубецкое        | деревня                      | ↘571      |